# Ferme fortifiée de Peypoc
La ferme fortifiée de Peypoc est une ferme fortifiée située dans la ville d'Auch, dans l'Occitanie dans le Gers.

## Histoire
La ferme est inscrite au titre des monuments historiques par arrêté du 1er avril 1993.
Elle a été construite en 1467, durant le XVe siècle.

## Description
Elle est bâtie en forme de bâtiment clos, avec des murs d'enceinte permettant de délimiter un rectangle aux angles matérialisés par des tours circulaires. 
La maison d'habitation a une toiture couverte en trois pans et comporte deux étages. Une construction à un niveau se situe au flanc Est, elle logeait des étables, des canonnières sont placées dans toutes les tours. Un porche donne lieu à la cour, qui à son centre, a une citerne en pierre. 